# Buxtehude (Alemanha)
Buxtehude é uma cidade da Alemanha localizada no distrito de Stade, estado de Baixa Saxônia.
Faz parte da Rota dos Contos-de-Fadas e foi imortalizada pelo conto "A Lebre e o Porco-Espinho" dos Irmãos Grimm